# Biseni
El biseni és una llengua que parlen els bisenis, a l'estat de Bayelsa, al sud de Nigèria. Es parla a la LGA de Biseni-Okordia.
El biseni és una llengua que pertany al grup lingüístic de les llengües ijo occidentals, que són llengües ijoid. Les altres llengües d'aquest grup lingüístic són l'okodia i l'oruma, que també es parlen al sud de Nigèria.
El biseni és parlat pel grup humà dels ijaws del centre nord-est.

## Ús
El biseni és una llengua que gaudeix d'un ús vigorós (6a); tot i que no està estandarditzat, és parlat per persones de totes les edats i generacions. Segons l'ethnologue, el 1977 hi havia 4.800 parlants de biseni.

## Població i religió
El 65% dels 8000 bisenis són cristians; d'aquests, el 40% són catòlics, el 35% són protestants i el 25% pertanyen a esglésies cristianes independents. El 35% restant creuen en religions tradicionals africanes.